# وزير الرياضة
وزير الرياضة  (أحياناً يُسمى وزير الشباب والرياضة) وزير مكلَّف في الحكومة يكون عضواً في مجلس الوزراء. وهو مسؤول عن الرياضة في بلد ما.